# Recouvrance
Recouvrance település Franciaországban, Territoire de Belfort megyében. Lakosainak száma 144 fő (2022. január 1.). Recouvrance Grosne, Brebotte és Froidefontaine községekkel határos.

## Népesség
A település népessége az elmúlt években az alábbi módon változott:
| Lakosok száma | 88   | 103  | 106  | 108  | 116  | 124  | 132  | 138  | 144  |
|               | 2013 | 2015 | 2016 | 2017 | 2018 | 2019 | 2020 | 2021 | 2022 |